# Васильевщина (Николо-Погореловское сельское поселение)
Васи́льевщина  — деревня в Смоленской области России, в Сафоновском районе. Население – 4 жителя (2007 год) . Расположена в центральной части области в 13 км к северо-востоку от города Сафонова, в 3 км севернее автодороги М1 «Беларусь», на берегу реки Вержа. В 7 км севернее от деревни железнодорожная станция О.п. 300-й км	 на линии Москва — Минск. Входит в состав Николо-Погореловского сельского поселения.

## История
В годы Великой Отечественной войны деревня была оккупирована гитлеровскими войсками в сентябре 1941 года, освобождена в 1943 году.